# Chithavalli, Chikmagalur
Chithavalli là một làng thuộc tehsil Chikmagalur, huyện Chikmagalur, bang Karnataka, Ấn Độ.